# 孤島のマチウシ一世
孤島のマチウシ一世王（ポーランド語：Król Maciuś na wyspie bezludnej）は、1923年に最初に出版されたヤヌシュ・コルチャックの児童文学作品である。
これは、『マチウシ一世』の続編で、若い王の流刑を描いている。
心理学者は、両親の病気と死の後に王に戴冠した、怒った敏感な子供の王子の姿を描いている。幼い王は、生きることを通して、そしてさまざまな相談相手や教師からの個別の授業によって学んでいく。マット王の学習は、最初は非公式であり、怒りと強い想像力によって動機付けられている。
しかし、マットの学習スタイルは分析的になり、時間が経つにつれて、彼は触媒の働きをする人に、支援者に、そして原動力となっていく。

## 版
この本は、1923年に"Król Maciuś na wyspie bezludnej"のタイトルでポーランド語で最初に出版された。1990年まで英語に翻訳されていなかった。Joanna Pinewood Enterprisesによる1990年10月の英語版は、Little King Matty ...とDesertIsland（ISBN  1-871-424-01-1）として公開された2つのストーリーを組み合わせた、オリジナルからの簡略化された翻訳である。この版はAdam Czasak博士によって翻訳され、Kzrysztof Bahrynowskiによって編集された。
2009年、Tomasz Chmielikはこの本をエスペラントに翻訳し、ポーランドのルブリンの子供たちが表紙をデザインするためのコンテストを開催した。

## あらすじ
『孤島のマチウシ一世』は、自由、民主主義、政治、旅行、汚職、専制政治、改革についての物語である。マティは父親の死後、王になる。
その後、彼は「エチケット」（王ができることとできないこと）について学び、大人の政治顧問の数々の嘘と外交、つまり「嘘月の一切合切」を見分けるすべを学ばねばならなかった。改革を目指す彼の努力は、彼の国を分割しようとする隣接する三つ王国との四つ巴の戦争に彼を引きずり込む。
彼はそれらを打ち負かすことに成功し、停戦合意でもうまく立ち回ることに成功する。しかし、彼の国は破産しているため、他のヨーロッパ諸国は、彼が彼の王国を経済的に持続可能なものにするための、船を建造するための援助を拒んでいる。それで、彼は人食い人種と呪術医の土地に赴くことになる。そこで、子ども王マティは彼の王国を救う条約を結ぶことに成功する。
物語はロマンチックで、アフリカの王の娘、クル・クルはマティと恋に落ち、彼の王国に身を寄せる。彼女は短剣で狂犬病のオオカミを殺し、マティの命と首都の人々を救い、人民ヒロインになる。彼女はヨーロッパとアフリカのすべての女性のロールモデルになる。彼女はより速く学び、よりよく狩りをし、マティの最高の戦士となる。
マティの改革は彼の大人の敵を怒らせ、彼らは密かに無政府状態を煽り立て、彼の国に再び入り込む。彼のアフリカの戦士にして王女はマティと共に勇敢に戦うが、彼は彼の臆病な大人の市民の何人かによって裏切られる。
彼の3人の敵は彼の国を分割し、ナポレオンのように、子ども王マティを無人島に流刑に処す。しかし、これが実行される前に、マティは刑務所から脱出し、マティの判決を再交渉する彼のアフリカの王女と彼女の父親によって救助される。ヨーロッパの王たちはごまかし、クルクルの父は白人に宣戦布告する。いくつかのエピソードの間に、アフリカにおけるヨーロッパの植民地時代の残虐行為と、ヨーロッパがチョコレートのような商品をアフリカにどのように依存しているかについてのお話が挟まれる。
結局、マティは彼の国を守るために亡命することを選択する。しかし、クルクルからネズミが海を泳いで、緊急のメッセージを彼に届けると、彼は逃亡を図る。彼は最悪で最強の敵に誘拐され、最悪の犯罪者によって世話され、教えられている最大の刑務所に隠れることになる。後で彼は自分の正体を隠し、彼が彼の気性を失うまで、仲間の圧力が彼がより良くすることを妨げる学校に行く。犠牲者である彼は、いじめっ子になりそうになる。この最悪の敵が彼の王国との3度目の戦争に行きたがっているということを彼が知るのはここである。怒りが苦味に変わると、自己分析はマティを救うことになる。マティはユーモアのセンスを学び、危うく泣き上戸にならずに済む。こうして、彼は最終的に彼の自信を取り戻し、彼の王国を救います。
この本は、マティが最初、幻滅し、次に死ぬことで終わる。